# George Jinda
George Jinda (Budapest, 4 giugno 1941 – New York, 11 gennaio 2001) è stato un batterista, percussionista e compositore ungherese naturalizzato statunitense.

## Biografia
Iniziò a suonare il pianoforte all'età di 6 anni per poi successivamente orientarsi verso la batteria e le percussioni all'età di 10 anni. Trasferitosi a New York con la famiglia nel 1966, incontrò nel 1982 il chitarrista jazz italo-statunitense Chieli Minucci, con il quale fondò il gruppo jazz Special EFX, realizzando dal 1984 al 1997 ben 13 album sotto il marchio GRP Records. Tra i titoli realizzati come solista possono ricordarsi George Jinda and World News (1992) , Reliable Sources  (1993) e Between Dreams (1996)
Da tempo ammalato di diabete e di una grave forma di asma, dopo una breve parentesi da solista verso la  seconda metà degli anni novanta ritornò ad incidere con Minucci, ma le sue condizioni di salute si aggravarono ulteriormente nel 1997 durante la realizzazione dell'album Here to Stay, di fatto l'ultimo in cui suonò con gli Special EFX. Limitatosi ormai al semplice ruolo di produttore esecutivo per i lavori successivi del gruppo, si spense nel gennaio 2001, dopo una lunga degenza in ospedale.